# 豫園商城

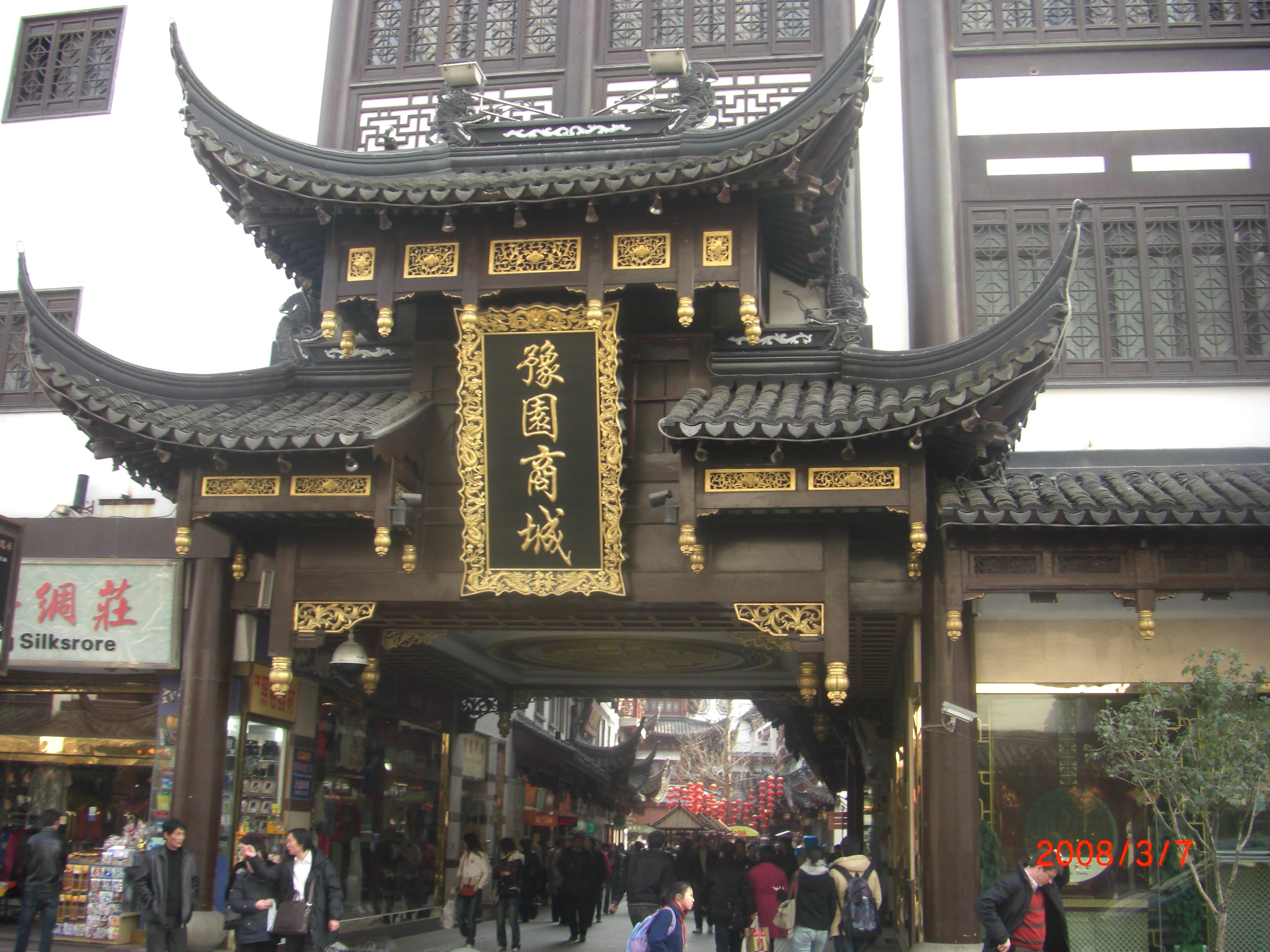
福佑路より豫園商城入口

上海豫園旅游商城股份有限公司（シャンハイよえんりょゆうしょうじょう、簡体字: 上海豫园旅游商城股份有限公司、Shanghai Yuyuan Tourist Mart Company Limited）は、上海証券取引所の上場企業（上海証券取引所：600655）である。中国上海市黄浦区の豫園商城（簡体字: 豫园商城、英語名:Yuyuan Tourist Mart）を建設、経営管理していて、真珠等の宝石・飲食・医薬・百貨・食品・不動産・輸出入貿易・金融投資などを行っている企業である。

## 沿革
豫園商城は、もともと「豫園商場」といい一企業で管理をしておらず、行政機関において商店を管理していた。1980年代初め、行政により豫園商場の名前を踏襲することを決定し、その中の百貨業を一緒に統合して、国有企業とした。
1987年、国有企業の株式制への移行改革の波が起きて、豫園商場は上海市の商業界の初の株式会社として許可された。
1988年、豫園商場の株券は上海証券取引所に登録され、中国の初の株式上場会社となった。
1992年、豫園商場は、経営管理、経営を統合し、「上海豫園旅游商城股份有限公司」を創設し、新会社は旧会社に代って、上海証券取引所に上場した。
2002年、民営企業の復星グループが筆頭株主となり、豫園商城は、民営企業となった。

## ギャラリー

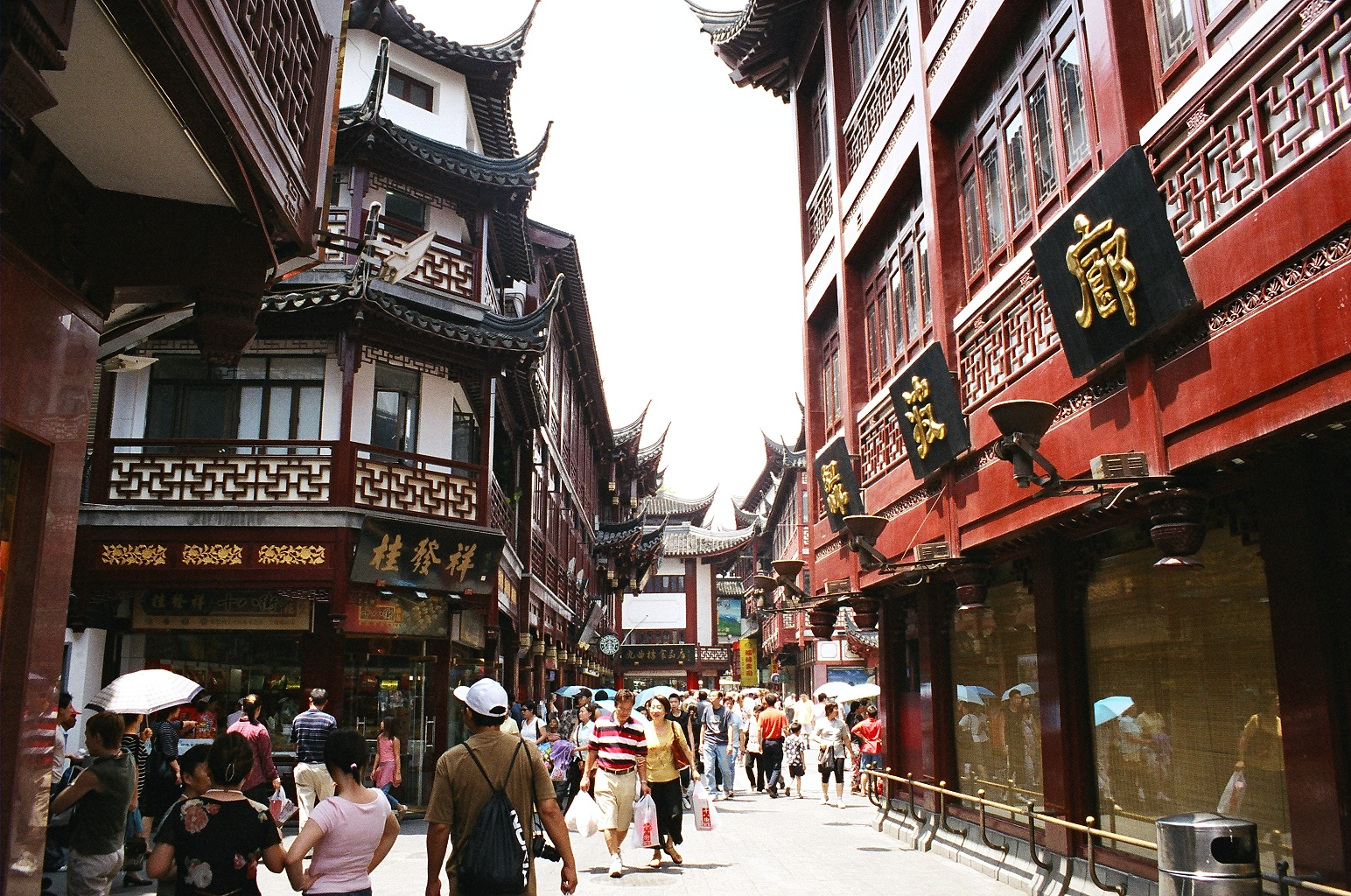
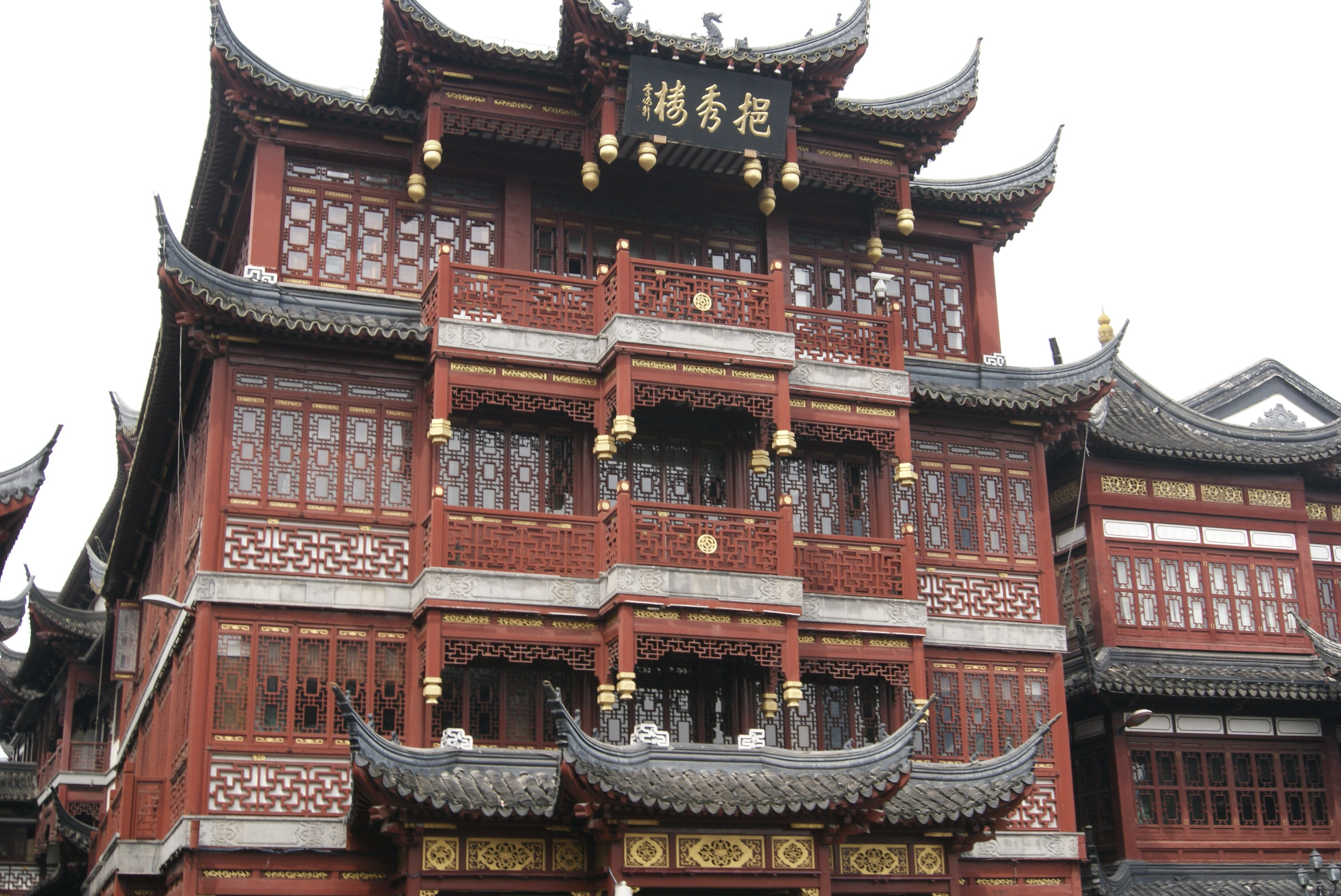
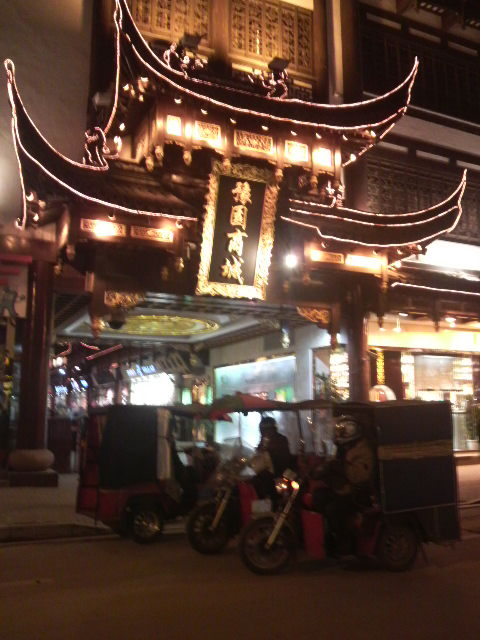
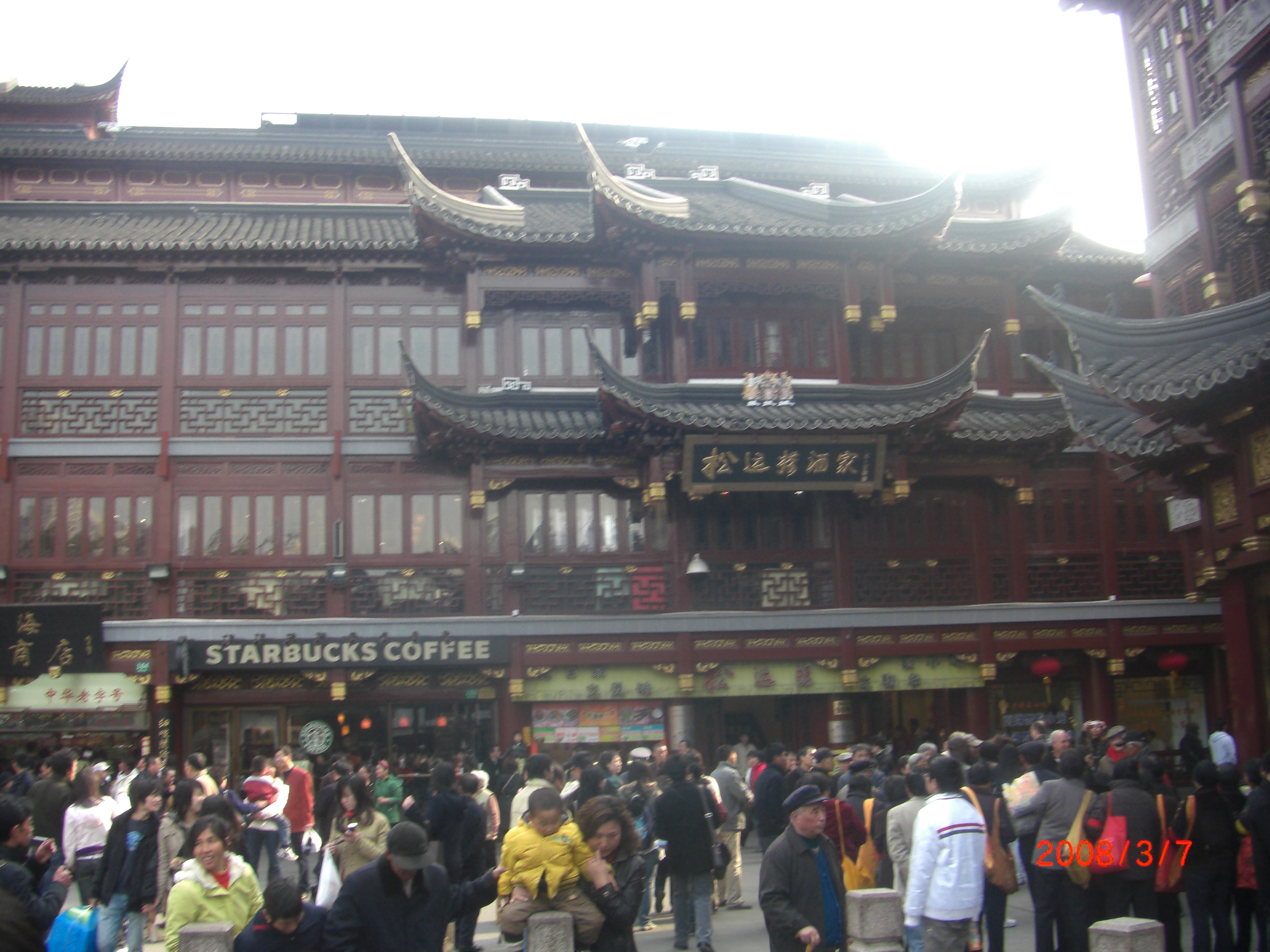
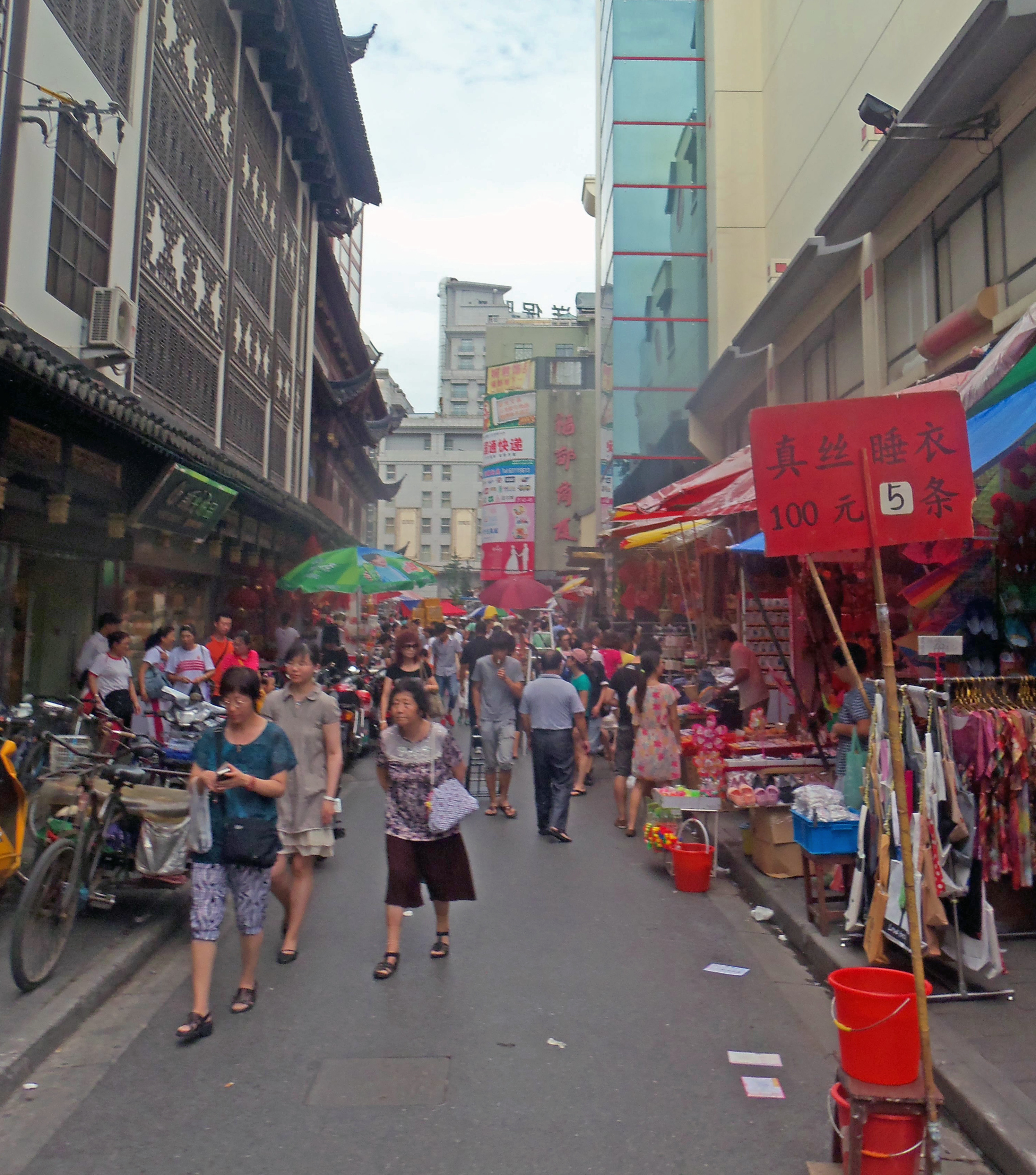